# Kurios
A Kurios: Cabinet of Curiosities a Cirque du Soleil kanadai székhelyű cirkusztársulat kortárs cirkusz műfajú előadása, amely cirkuszsátorral turnézik. Premierje 2014. április 24-én volt Montréalban. A Michel Laprise rendezte műsor egy 19. századi feltalálóról szól, aki egy olyan időgépen dolgozik, amely segítségével különböző dimenziókba utazhat, hogy megtalálja azt a helyet, ahol a lehetséges és a lehetetlen találkozik.

## Műsorszámok
- Chaos Synchro 1900 (Zsonglőrködés, Dobok)
- Álló zicc
- Légi bicikli
- Hajlékonyság
- Fordított világ (Kézegyensúlyozás székeken)
- Rola Bola
- Láthatatlan cirkusz
- Acro Net
- Komikus szám
- Gurtni duó
- Jojó
- Hands Puppetry
- Dobóakrobatika

### Cserélődő műsorszámok
- Kézegyensúlyozás pálcákon

## Zene
A műsort élőben játszó zenekar kíséri. Az előadás dalait tartalmazó kiadványt 2014. december 9-én jelentette meg a Cirque du Soleil.
1. 11h11 (Nyitány)
2. Steampunk Telegram (Légi bicikli)
3. Bella Donna Twist (Chaos Synchro 1900)
4. Gravity Levitas (Álló zicc)
5. Monde inversé (Fordított világ)
6. Hypnotique (Hajlékonyság)
7. Departure (Hand Puppetry / Rola Bola előtti átkötő rész)
8. Fearsome Flight (Rola Bola)
9. Clouds (Acro Net)
10. Créature de siam (Gurtni duó)
11. Wat U No Wen (Dobóakrobatika)
12. You Must be Joking (Finálé)

### Énekesek
- Eirini Tornesaki – 2014. április 24-től 2017. március 19-ig
- Sophie Guay – 2017. március 19-től

## Turné
- Észak-amerikai turné (2014–2017)
- Japán turné (2018–)

### Cirkuszsátor turné
Jelmagyarázat
  EU   Európa
  ÉA   Észak-Amerika
  DA   Dél- és Közép-Amerika
  ÁC   Ázsia/Csendes-óceán
  ÓC   Óceánia
  AF   Afrika
- ÉA   Montréal, Kanada – 2014. április 24. és július 13. között
- ÉA   Québec, Kanada – 2014. július 24. és 2014. között
- ÉA   Toronto, Kanada – 2014. augusztus 28. és október 26. között
- ÉA   San Francisco, USA – 2014. november 14. és 2015. január 18. között
- ÉA   Seattle, USA – 2015. január 29. és 2015. március 22. között
- ÉA   Calgary, USA – 2015. április 9. és 2015. május 24. között
- ÉA   Denver, USA – 2015. június 11-től 26-ig
- ÉA   Chicago, USA – 2015. augusztus 6. és szeptember 30. között
- ÉA   Costa Mesa, USA – 2015. október 15. és 2015. november 29. között
- ÉA   Los Angeles, USA – 2015. december 10-től 2016. február 7-ig
- ÉA   Atlanta, USA – 2016. március 3. és május 8. között
- ÉA   Boston, USA – 2016. május 26-tól július 10-ig
- ÉA   Washington, USA – 2016. július 21-től szeptember 18-ig
- ÉA   New York, USA – 2016. szeptember 30. és november 27. között
- ÉA   Miami, USA – 2016. december 9-től 2017. január 29-ig
- ÉA   Dallas, USA – 2017. február 17. és március 26. között
- ÉA   Houston, USA – 2017. április 6. és május 21. között
- ÉA   Winnipeg, Kanada – 2017. június 2. és július 9. között
- ÉA   Edmonton, Kanada – 2017. július 20. és augusztus 13. között
- ÉA   Portland, USA – 2017. augusztus 28. és 2017. október 8. között
- ÉA   Vancouver, Kanada – 2017. október 19. és december 31. között
- ÁC   Tokió, Japán – 2018. február 7-től 8-ig
- ÁC   Oszaka, Japán – 2018. július 26. és október 29. között
- ÁC   Nagoja, Japán – 2018. november 22-től és 2019. január 27. között
- ÁC   Fukuoka, Japán – 2019. február 15. és március 31. között
- ÁC   Szendai, Japán – 2019. június 2-től és 18-ig

## Fordítás
Ez a szócikk részben vagy egészben  a   Kurios (Cirque du Soleil) című angol Wikipédia-szócikk fordításán alapul.  Az eredeti cikk szerkesztőit annak laptörténete sorolja fel. Ez a jelzés csupán a megfogalmazás eredetét és a szerzői jogokat jelzi, nem szolgál a cikkben szereplő információk forrásmegjelöléseként.